# Vũ Văn Hộ
Vũ Văn Hộ (giản thể: 宇文护; phồn thể: 宇文護; bính âm: Yǔwén Hù, 513–572), biểu tự Tát Bảo (薩保), được phong tước Tấn Quốc công (晉國公), là một tông thân, đại thần nhiếp chính của triều đại Bắc Chu trong lịch sử Trung Quốc.
Ban đầu, ông nổi lên với vị thế là cháu trai của Vũ Văn Thái- Thái thượng trụ của Tây Ngụy. Sau khi Vũ Văn Thái qua đời vào năm 556, Vũ Văn Hộ trở thành người giám hộ cho Vũ Văn Giác- con trai của Vũ Văn Thái. Năm 557, ông đã buộc Tây Ngụy Cung Đế phải nhường ngôi cho Vũ Văn Giác, lập ra triều đại Bắc Chu. Tuy nhiên, Vũ Văn Hộ là người thống trị nền chính trị của Bắc Chu, và sau khi Hiếu Mẫn Đế cố gắng đoạt lấy quyền lực, ông đã sát hại Hiếu Mẫn Đế và đưa một người con trai khác của Vũ Văn Thái lên thay, tức Bắc Chu Vũ Đế.
Năm 572, Vũ Đế đã phục kích và giết chết Vũ Văn Hộ, đoạt lấy quyền lực về tay mình.

## Bối cảnh
Vũ Văn Hộ sinh năm 513, là con trai của Vũ Văn Hạo (宇文顥) và là cháu nội của Vũ Văn Quăng (宇文肱) - một thủ lĩnh Tiên Ti tại Vũ Xuyên  (武川, nay thuộc Hohhot, Nội Mông). Mẫu thân của ông là Diêm thị, có lẽ là chính thất của Vũ Văn Hạo. Vũ Văn Hộ được thuật lại là đặc biệt lanh lợi khi còn nhỏ tuổi và được Vũ Văn Quăng yêu quý.
Năm 524, các châu phía bắc của Bắc Ngụy chìm trong loạn Lục Trấn, Vũ Văn Quăng và các con trai sau đó đã buộc phải chạy trốn và gia nhập vào quân của Tiên Vu Tu Lễ- một lãnh đạo nổi dậy. Vũ Văn Quăng đã tử trận trong khi phục vụ dưới trướng của Tiên Vu Tu Lễ, có lẽ Vũ Văn Hạo cũng qua đời vào cùng thời điểm đó. Sau đó, Tiên Vu Tu Lễ bị bộ tướng Nguyên Hồng Nghiệp (元洪業) giết chết vào năm 526, một bộ tướng khác là Cát Vinh đã giết chết Nguyên Hồng Nghiệp và nắm quyền kiểm soát quân của Tiên Vu Tu Lễ, Vũ Văn Hộ nằm trong đội quân của Cát Vinh cùng các thúc phụ.
Năm 528, sau khi Nhĩ Chu Vinh đánh bại Cát Vinh, Nhĩ Chu Vinh đã buộc đội quân của Cát Vinh, bao gồm cả họ Vũ Văn, đến căn cứ của ông ta tại Tấn Dương (晉陽, nay thuộc Thái Nguyên, Sơn Tây). Vào năm 531 hoặc 532, khi Vũ Văn Thái phụng sự dưới quyền tướng Hạ Bạt Nhạc ở các châu phía tây, Vũ Văn Hộ đã đến Bình Lương với thúc phụ. Khi đi, ông đã để lại cả mẫu thân Diêm thị và người cô ruột ở lại Tấn Dương. Do khi đó Vũ Văn Thái chưa có con trai, nên đến khi phải đi chiến đấu, ông ta đã giao phó gia đình mình cho Vũ Văn Hộ cai quản. Vũ Văn Hộ đã không quản lý gia đình của Vũ Văn Thái một cách nghiêm ngặt, song vẫn duy trì được uy nghiêm. Khi Vũ Văn Thái chứng kiến việc này, ông ta đã nói rằng:"chí của đứa trẻ này giống với ta".
Năm 533, khi Hạ Bạt Nhạc kiểm soát thêm Hạ châu (夏州, nay gần tương ứng với Du Lâm, Thiểm Tây), ông ta đã phong Vũ Văn Thái làm thứ sử, Vũ Văn Thái để Vũ Văn Hộ ở lại phụng sự cho Hạ Bạt Nhạc. Đến khi Hầu Mạc Trần Duyệt sát hại Hạ Bạt Nhạc vào đầu năm 534, các tướng của Hạ Bạt Nhạc đã mời Vũ Văn Thái làm lãnh đạo, Vũ Văn Thái chấp thuận. Vũ Văn Hộ đã trở thành một bộ tướng của thúc phụ trong cuộc chiến đấu sau đó với Hầu Mạc Trần Duyệt, kết quả là quân của Vũ Văn Thái đã chiến thắng.

## Dưới thời Tây Ngụy
Năm 534, bất mãn trước sự cai quản của thượng trụ Cao Hoan trên vấn đề quân sự, Bắc Ngụy Hiếu Vũ Đế đã liên minh với Vũ Văn Thái và Hạ Bạt Thắng- người cai trị các châu phía nam. Khi Cao Hoan hay tin, ông ta đã hành quân tiến vào kinh đô Lạc Dương, Hiếu Vũ Đế đã quyết định chạy trốn sang vùng đất do Vũ Văn Thái cai quản, cử người đến báo tin cho Vũ Văn Thái về quyết định này. Vũ Văn Hộ nằm trong đội quân mà Vũ Văn Thái phái đi hộ tống Hiếu Vũ Đế đến đại bản doanh ở Trường An. Do có công nghênh tiếp hoàng đế, Vũ Văn Hộ được phong làm Thủy Trì huyện bá. Sang năm 534, bất chấp lời đề nghị của Cao Hoan, Hiếu Vũ Đế đã từ chối trở về Lạc Dương, vì thế Cao Hoan đã lập Nguyên Thiện Kiến làm hoàng đế, tức Hiếu Tĩnh Đế, và chuyển kinh đô đến Nghiệp thành, khiến Bắc Ngụy bị phân liệt.
Trong thời gian trị vì của Hiếu Vũ Đế và Văn Đế, Vũ Văn Hộ đã được thăng chức nhiều lần, và ông cũng đạt được một số thành tích trên chiến trường, được phong tước công. Tuy nhiên, vào 543, ông đã gần như mất mạng trong một trận chiến ở Lạc Dương, song may mắn đã được các thuộc hạ là Hầu Phục (侯伏) và Hầu Long Ân (侯龍恩) cứu giúp. Vũ Văn Thái đã bãi các chức vụ của Vũ Văn Hộ, song ngay sau đó lại phục chức cho ông. Năm 546, Vũ Văn Hộ được phong tước hiệu Trung Sơn công. Năm 549, khi Vũ Văn Thái phái tướng Vu Cẩn (于謹) và Vũ Văn Hộ đem năm vạn quân đi tấn công kinh thành Giang Lăng của Lương. Quân Tây Ngụy đã chiếm được Giang Lăng và trừ khử Lương Nguyên Đế, lập Tiêu Sát làm hoàng đế của triều Lương (mặc dù Tiêu Sát chỉ kiểm soát được khu vực Giang Lăng). Nhờ công lao này, con trai của Vũ Văn Hộ là Vũ Văn Hội (宇文會) được phong làm Giang Lăng huyện công.
Vào mùa thu năm 556, trong khi đang vi hành các châu phía bắc, Vũ Văn Thái đã lâm bệnh tại Khiên Đồn sơn (牽屯山, nay thuộc Cố Nguyên, Ninh Hạ). Vũ Văn Thái đã triệu Vũ Văn Hộ đến Khiên Đồn sơn và giao phó trọng sự quốc gia và những người con cho Vũ Văn Hộ. Vũ Văn Thái đã qua đời sau đó, Vũ Văn Giác kế thừa các chức tước của phụ thân, trong khi Vũ Văn Hộ nằm quyền kiểm soát đất nước. Các tướng và quan lại cao cấp vốn chỉ xem Vũ Văn Thái là người đồng hạng nên ban đầu họ cũng chỉ miễn cưỡng tuân theo sự lãnh đạo của một người trẻ tuổi như Vũ Văn Hộ. Khoảng tết năm 557, cho rằng Vũ Văn Giác cần khẳng định quyền lực bằng ngôi vị hoàng đế, Vũ Văn Hộ đã buộc Cung Đế phải thiện nhượng cho Vũ Văn Giác, chấm dứt triều Tây Ngụy và khởi đầu triều Bắc Chu.

## Dưới thời Hiếu Mẫn Đế trị vì
Vũ Văn Giác đăng cơ, tức Hiếu Mẫn Đế, song không dùng tước hiệu "hoàng đế" mà lại dùng tước hiệu "thiên vương". Vũ Văn Hộ trở thành đại tư mã, được Vũ Văn Giác phong làm Tấn quốc công.
Dưới sự nhiếp chính của Vũ Văn Hộ, tình hình chính trị Bắc Chu không ổn định. Khoảng một tháng sau khi Vũ Văn Giác đăng cơ, hai trong số các quan lại tối cao cấp là Sở quốc công Triệu Quý và Triệu quốc công Độc Cô Tín đã thể hiện các dấu hiệu bất mãn trước việc Vũ Văn Hộ nắm giữ quyền lực. Triệu Quý muốn giết chết Vũ Văn Hộ, song Độc Cô Tín lại do dự. Ngay sau đó, Vũ Văn Thịnh (宇文盛) đã tố giác các kế hoạch của Triệu Quý, Vũ Văn Hộ đã cho hành quyết Triệu Quý và bãi chức Độc Cô Tín, sau đó buộc Độc Cô Tín phải tự sát. Khi một viên quan khác là Tề Quỹ (齊軌) chỉ trích việc Vũ Văn Hộ nhiếp chính, ông ta cũng bị hành quyết.
Trong khi đó, Hiếu Mẫn Đế cũng muốn đoạt lấy quyền lực về tay mình, vì thế ông ta đã tham dự và một âm mưu nhằm sát hại Vũ Văn Hộ. Kế hoạch của Hiếu Mẫn Đế có sự tham gia của hai trong số các đồng sự của Vũ Văn Hộ là Lý Thực (李植) và Tôn Hằng (孫恆), cùng với Ất Phất Phượng (乙弗鳳) và Hạ Bạt Đề (賀拔提), tất cả bọn họ đều có tham vọng nên đã thúc đẩy sự nghi ngờ của Hiếu Mẫn Đế đối với Vũ Văn Hộ. Tuy nhiên, khi Lý Thực cố mời Trương Quang Lạc (張光洛) tham gia vào âm mưu, Trương Quang Lạc đã bẩm báo sự việc cho Vũ Văn Hộ. Ban đầu, Vũ Văn Hộ không muốn thực hiện các hành động quyết liệt nên đã phái Lý Thực và Tôn Hằng đi làm thứ sử. Khi Hiếu Mẫn Đế muốn triệu Lý Thực và Tôn Hằng quay trở lại kinh đô Trường An, Vũ Văn Hộ đã phản đối, cam kết lòng trung thành của mình. Tuy nhiên, Ất Phất Phượng và Hạ Bạt Đề trở nên lo sợ và tiến hành âm mưu bằng mọi cách, Trương Quang Lạc lại một phần nữa báo tin cho Vũ Văn Hộ, Vũ Văn Hộ đã đưa vấn đề ra thảo luận với Hạ Lan Tường (賀蘭祥) và Uất Trì Cương (尉遲綱). Hạ Lan Tường đã thuyết phục Vũ Văn Hộ phế truất Hiếu Mẫn Đế, vì thế Vũ Văn Hộ trước tiên đã lệnh cho Uất Trì Cương bắt giữ Ất Phất Phượng và Hạ Bạt Đề và giải tán cấm quân. Vũ Văn Hộ đã cử Hạ Lan Tường vào cung để buộc Hiếu Mẫn Đế phải xuất cung và tiến hành quản thúc.
Vũ Văn Hộ triệu các quan lại cấp cao và thông báo tình hình cho họ, đề xuất phế truất Hiếu Mẫn Đế và đưa Ninh Đô quận công Vũ Văn Dục (là con trai trưởng của Vũ Văn Thái song do một người thiếp sinh ra) lên ngôi. Các quan lại cao cấp đều không dám chống lại Vũ Văn Hộ và đã chấp thuận. Những người mật mưu với Hiếu Mẫn Đế bị hành quyết, trong khi bản thân ông ta thì bị biếm làm Lược Dương công. Một tháng sau đó, Vũ Văn Hộ cho hành quyết Lược Dương công và buộc cựu vương hậu Nguyên Hồ Ma xuất gia làm ni cô. Không lâu sau đó, Vũ Văn Dục đến Trường An và lên ngôi thiên vương.

## Dưới thời Minh Đế
Minh Đế tiếp tục trao cho Vũ Văn Hộ các tước hiệu cao hơn, vào năm 558, Minh Đế phong con trai của Vũ Văn Hộ là Vũ Văn Chí (宇文至) làm Sùng Nghiệp công.
Vào mùa xuân năm 559, Vũ Văn Hộ đã chính thức trao lại quyền lực cho Minh Đế và Minh Đế bắt đầu chính thức cai quản toàn bộ các vấn đề chính sự, song Vũ Văn hộ vẫn nắm giữ quyền lực đối với quân sự. Năm 559, Minh Đế bắt đầu sử dụng tước hiệu "hoàng đế".
Vào mùa hè năm 560, Vũ Văn Hộ lo sợ trước tài trí của Minh Đế nên đã chỉ thị cho ngự trù sư Lý An (李安) bỏ độc vào bánh ngọt dâng lên hoàng đế. Minh Đế ăn bánh và sau đó lâm bệnh. Biết mình sắp qua đời, Minh Đế đã chỉ thị rằng do các hoàng tử đều còn ít tuổi, ngai vàng nên được truyền cho hoàng đệ là Lỗ quốc công Vũ Văn Ung. Sau đó, Minh Đế qua đời, Vũ Văn Ung kế vị, tức Vũ Đế. Vũ Văn Hộ một lần nữa lại nắm quyền kiểm soát cả chính sự và quân sự của đất nước.

## Dưới thời Vũ Đế trị vì
Vũ Đế làm tất cả những gì có thể để luôn thể hiện sự kính trọng với Vũ Văn Hộ, kiệm lời và không can thiệp vào các quyết định của Vũ Văn Hộ. Trong các cuộc tiếp xúc có mặt Sất Nô thái hậu và Vũ Văn Hộ, bà sẽ để Vũ Văn Hộ ngồi cùng bàn với bà, trong khi Vũ Đế do là em họ nên sẽ phải đứng và phục vụ hai người. Năm 561, Vũ Đế chính thức phong Vũ Văn Hộ làm đại trủng tể (大冢宰), có quyền lực đối với năm bộ khác. Vào mùa xuân năm 561, tướng Hạ Nhạc Đôn (賀若敦) đã không thể giữ vùng Hồ Nam ngày nay trước cuộc tấn công của tướng Trần Hầu Thiến (侯瑱). Trong khoảng thời gian đó, khi Vũ Đế truy thụy cho phụ thân của Vũ Văn Hộ là Vũ Văn Hạo và bá phụ Vũ Văn Lạc Sinh (宇文洛生) là Thiệu quốc công và Cử quốc công, quyền thừa kế các tước hiệu này đồng thời được trao cho các con trai của Vũ Văn Hộ là Vũ Văn Hội và Vũ Văn Chí.
Vào mùa xuân năm 563, khi Vũ Đế đột ngột quay trở về Trường An vào ban đêm trong khi đang thăm Nguyên châu (原州, nay gần tương ứng với Cố Nguyên, Ninh Hạ), Lương quốc công Hầu Mạc Trần Sùng đã ứng khẩu với thuộc hạ rằng có lẽ Vũ Văn Hộ đã qua đời. Khi lời của Hầu Mạc Trần Sùng truyền đến triều đình, Vũ Đế đã trách mắng Hầu Mạc Trần Sùng, còn Vũ Văn Hộ sau đó đã cử lính đến bao vây phủ của Hầu Mạc Trần Sùng và buộc người này phải tự sát, song cho phép Hầu Trần Mạc Sùng được án táng với nghi lễ của một công tước. Trong cùng năm, để thể hiện sự tôn kính lớn hơn đối với Vũ Văn Hộ, Vũ Đế đã ra lệnh rằng các công văn phải húy kỵ tên của Vũ Văn Hộ, một vinh dự mà không phải hoàng đế nào cũng có được.
Trong nhiều năm, Vũ Văn Hộ đã cố gắng phái người do thám chỗ ở của Diêm thị và người cô ruột mà ông đã để ở lại lãnh thổ Đông Ngụy khi xưa, không biết rằng họ đang làm nô bộc trong phụ cung ở Trung Sơn (中山, nay thuộc Bảo Định, Hà Bắc). Năm 564, trong các cuộc nghị hòa với Bắc Tề (sau khi liên quân Bắc Chu-Đột Quyết tấn công Bắc Tề trong cùng năm), Bắc Tề đã phóng thích cô ruột của Vũ Văn Hộ đến Bắc Chu, và hứa hẹn sau đó sẽ phóng thích Diêm thị. Bắc Tề Vũ Thành Đế đã buộc Diêm thị phải trao đổi thư tín với Vũ Văn Hộ, có ý muốn dùng bà để có được các nhượng bộ, song vì lo sợ sẽ phải chịu các cuộc tấn công khác của Bắc Chu nếu như chọc giận Vũ Văn Hộ, Vũ Thành Đế sau đó đã phóng thích bà mà không thực sự có được sự nhượng bộ nào về mặt an ninh. Tuy nhiên, do sợ rằng Đột Quyết sẽ không hài lòng nếu Bắc Chu dừng các hoạt động phối hợp, Vũ Văn Hộ đã tiến hành một cuộc tấn công liên hiệp vào Bắc Tề cùng với Đột Quyết vào năm 564, song quân Bắc Chu đã bị đánh bại khi tấn công Lạc Dương và phải triệt thoái. Các sử gia đổ lỗi phần lớn thất bại là do thái độ nửa vời của Vũ Văn Hộ khi tấn công và do ông thiếu năng lực về mặt chiến lược quân sự tổng thể.
Vào mùa hè năm 567, tướng Trần là Hoa Kiểu (華皎) lo sợ trước sự thù địch của nhiếp chính Trần Húc, ông ta đã đem Tương châu (湘州, nay là trung bộ Hồ Nam) đầu hàng Bắc Chu. Bất chấp sự phản đối từ Thôi Dụ (崔猷), Vũ Văn Hộ đã phái Vệ quốc công Vũ Văn Trực (宇文直) lĩnh quân đến cứu trợ Hoa Kiểu và Tây Lương Minh Đế (một chư hầu của Bắc Chu). Tuy nhiên, tướng Trần là Ngô Minh Triệt (吳明徹) đã nhanh chóng đánh bại liên quân Bắc Chu-Tây Lương-Hoa Kiểu, buộc Hoa Kiểu và Vũ Văn Trực phải từ bỏ chiến tranh và chạy trốn về kinh thành Giang Lăng của Tây Lương. Trần Húc đã giữ được toàn bộ lãnh thổ của Hoa Kiểu và còn giành thêm những vùng đất nhỏ từ cả Bắc Chu và Tây Lương. Vũ Văn Hộ bãi chức Vũ Văn Trực song cuối cùng lại phục chức. Mặc dù trước đó Vũ Văn Trực có một mối quan hệ thân thiết với Vũ Văn Hộ, song từ đó ông ta đã ôm hận thù trong lòng và bí mật khuyến khích Vũ Đế có hành động chống lại Vũ Văn Hộ.
Khoảng tết năm 568, Diêm thị qua đời. Theo lệnh của Vũ Đế, Vũ Văn Hộ đã không thực hiện theo phong tục để tang ba năm, song vẫn tiếp tục giữ vai trò nhiếp chính.
Vào mùa đông năm 570, khi tướng Bắc Tề là Hộc Luật Quang chiếm khu vực phía bắc Phần Thủy (汾水, chảy qua Lâm Phần, Sơn Tây), Vũ Văn Hộ đã hỏi ý em trai Vũ Đế và Tề quốc công Vũ Văn Hiến. Vũ Văn Hiến đề xuất rằng hãy để bản thân ông ta dẫn quân đánh Hộc Luật Quang, còn Vũ Văn Hộ chỉ huy đại quân song dừng ở Đồng châu (同州, nay gần tương ứng với Vị Nam, Thiểm Tây). Sau đó, Vũ Văn Hiến đã có thể buộc Hộc Luật Quang lâm vào thế bí, song các vùng lãnh thổ quan trọng vẫn bị mất về tay Bắc Tề.
Năm 572, Vũ Đế đã lập mưu cùng Vũ Văn Trực cùng Vũ Văn Thần Cử (宇文神舉), Vương Quỹ (王軌), và Vũ Văn Hiếu Bá (宇文孝伯) để tìm cách giết chết Vũ Văn Hộ do tin rằng ông là một mối đe dọa. Vào mùa xuân năm 572, sau khi Vũ Đế và Vũ Văn Hộ tiến hành hội nghị, hoàng đế đã mời Vũ Văn Hộ vào hoàng cung để gặp Sất Nô thái hậu. Trên đường đến cung của thái hậu, hoàng đế nói với Vũ Văn Hộ rằng Sất Nô thái hậu mắc chứng nghiện rượu và không nghe lời khuyên bảo của hoàng đế, vì thế ông ta muốn Vũ Văn Hộ khuyên Thái hậu thay đổi. Vũ Đế còn ban cho Vũ Văn Hộ bản văn của "Tửu cáo"- một thiên chương từ thời Tây Chu khuyên con người không cất rượu và nát rượu và đề nghị Vũ Văn Hộ đọc "Tửu cáo" cho Sất Nô thái hậu. Đến khi họ vào cung của thái hậu, Vũ Văn Hộ bắt đầu đọc "Tửu cáo" theo yêu cầu của Vũ Đế. Tuy nhiên, trước khi Vũ Văn Hộ đọc xong, Vũ Đế đã bước ra phía sau ông và dùng một ngọc khuê để đánh vào đầu ông. Vũ Văn Hộ ngã xuống nền, Vũ Văn Thực từ chỗ ẩn nấp ở gần đó đã nhảy ra lấy đầu của Vũ Văn Hộ. Các con trai, em trai và các trọng thần của Vũ Văn Hộ đều bị hành quyết.
Năm 574, Vũ Văn Hộ được truy phục tước công, cải táng theo lễ nghi công tước, và được ban thụy hiệu chữ Đãng (蕩) có nghĩa là "làm loạn" hay "hủy hoại".

## Gia quyến
- Thê thiếp: Nguyên thị, hậu duệ của Thác Bạt Hoảng, em gái Nguyên Hiến Củ.
- Con trai:

1. Tấn Thế tử Vũ Văn Huấn (宇文训).
2. Vũ Văn Thâm (宇文深), tước Xương Thành công (昌城公).
3. Vũ Văn Hội (宇文会), tước Đàm Quốc công (谭国公).
4. Vũ Văn Chí (宇文至), tước Cử Quốc công (莒国公).
5. Vũ Văn Tĩnh (宇文静), tước Sùng Nghiệp công (崇业公).
6. Vũ Văn Càn Gia (宇文乾嘉), tước Chính Bình công (正平公).

- Con gái:

1. Tân Hưng công chúa (新兴公主), gả cho Tô Uy, con trai Tô Xước.
2. Phú Bình công chúa (富平公主), Thôi thị, con gái nuôi, con của Thôi Du.

## Phim ảnh
| Năm  | Phim ảnh        | Diễn viên    | Nhân vật  |
| 2018 | Độc Cô thiên hạ | Từ Chính Khê | Vũ Văn Hộ |